# Box-office Allemagne 2012
Cet article traite du box-office de 2012 en Allemagne.

## Les millionaires
Par pays d'origine des films (Pays producteur principal)
- États-Unis : 21 films
- Allemagne : 3 films
- France : 2 films
- Royaume-Uni : 1 film
- Total : 27 films

| Classement | Titre                                          | Pays                  | Réalisateur                         | Entrées Allemagne |
| ---------- | ---------------------------------------------- | --------------------- | ----------------------------------- | ----------------- |
| 1.         | Intouchables                                   |                       | Olivier Nakache, Eric Toledano      | 9 140 334         |
| 2.         | Skyfall                                        |                       | Sam Mendes                          | 7 779 654         |
| 3.         | L'Âge de glace 4 : La Dérive des Continents    |                       | Steve Martino et Mike Thurmeier     | 6 698 958         |
| 4.         | Le Hobbit : Un Voyage inattendu                | États-Unis d'Amérique | Peter Jackson                       | 6 642 047         |
| 5.         | Madagascar 3 : Bons baisers d'Europe           |                       | E. Darnell, C. Vernon et T. McGrath | 3 973 140         |
| 6.         | Twilight - Chapitre V : Révélation - 2e partie |                       | Bill Condon                         | 3 921 878         |
| 7.         | Ted                                            |                       | Seth MacFarlane                     | 3 367 106         |
| 8.         | The Dark Knight Rises                          |                       | Christopher Nolan                   | 3 253 371         |
| 9.         | American Pie 4                                 |                       | Hayden Schlossberg et Jon Hurwitz   | 2 521 199         |
| 10.        | Family Mix                                     |                       | Bora Dagtekin                       | 2 391 904         |
| 11.        | Men in Black 3                                 |                       | Barry Sonnenfeld                    | 2 258 983         |
| 12.        | Avengers                                       |                       | Joss Whedon                         | 2 251 668         |
| 13.        | L'Odyssée de Pi                                |                       | Ang Lee                             | 2 227 198         |
| 14.        | Hunger Games                                   |                       | Gary Ross                           | 2 109 572         |
| 15.        | Blanche-Neige et le Chasseur                   |                       | Rupert Sanders                      | 1 655 967         |
| 16.        | The Amazing Spider-Man                         |                       | Marc Webb                           | 1 546 632         |
| 17.        | Rebelle                                        |                       | Mark Andrews et Brenda Chapman      | 1 464 409         |
| 18.        | The Dictator                                   |                       | Larry Charles                       | 1 329 461         |
| 19.        | Expendables 2 : Unité spéciale                 |                       | Simon West                          | 1 214 457         |
| 20.        | Hôtel Transylvanie                             |                       | Genndy Tartakovsky                  | 1 161 749         |
| 21.        | Cloud Atlas                                    |                       | Andy et Lana Wachowski, Tom Tykwer  | 1 147 114         |
| 22.        | The Hit Girls                                  |                       | Jason Moore                         | 1 102 516         |
| 23.        | Taken 2                                        |                       | Olivier Megaton                     | 1 100 865         |
| 24.        | Prometheus                                     |                       | Ridley Scott                        | 1 083 825         |
| 25.        | Le Club des Cinq                               |                       | Mike Marzuk                         | 1 046 935         |
| 26.        | Les Mondes de Ralph                            |                       | Rich Moore                          | 1 039 406         |
| 27.        | Sexy Dance 4: Miami Heat                       |                       | Scott Speer                         | 1 007 164         |